# Julie Jensen (håndboldspiller)
 For alternative betydninger, se Julie Jensen. (Se også artikler, som begynder med Julie Jensen)
Julie Jensen (født 25. februar 1996 i Aalborg) er en dansk håndboldspiller, der spiller for Nibe HK. Hun har tidliger spillet for bl.a.  Silkeborg-Voel i Damehåndboldligaen.
Hun blev udtaget til landstræner Jesper Jensens bruttotrup til EM 2020 i Danmark, men var ikke blandt de 16 udvalgte.